# Слокомб (Алабама)
Слокомб (англ. Slocomb) — місто (англ. city) в США, в окрузі Женіва штату Алабама. Населення — 2082 особи (2020).

## Географія
Слокомб розташований за координатами 31°6′45″ пн. ш. 85°35′55″ зх. д. / 31.11250° пн. ш. 85.59861° зх. д. (31.112369, -85.598495). За даними Бюро перепису населення США в 2010 році місто мало площу 24,60 км², з яких 24,58 км² — суходіл та 0,03 км² — водойми.

## Демографія
Згідно з переписом 2010 року, у місті мешкало 1980 осіб у 816 домогосподарствах у складі 554 родин. Густота населення становила 80 осіб/км². Було 955 помешкань (39/км²).
Расовий склад населення:
| - 72,2 % — білих - 22,6 % — чорних або афроамериканців - 0,8 % — корінних американців - 0,1 % — азіатів - 2,6 % — осіб інших рас |

До двох чи більше рас належало 1,7 %. Частка іспаномовних становила 4,7 % від усіх жителів.
За віковим діапазоном населення розподілялося таким чином: 23,6 % — особи молодші 18 років, 58,2 % — особи у віці 18—64 років, 18,2 % — особи у віці 65 років та старші. Медіана віку мешканця становила 41,4 року. На 100 осіб жіночої статі у місті припадало 89,3 чоловіків; на 100 жінок у віці від 18 років та старших — 82,2 чоловіків також старших 18 років.
Середній дохід на одне домашнє господарство становив 45 611 долар США (медіана — 35 512), а середній дохід на одну сім'ю — 52 465 доларів (медіана — 39 432). Медіана доходів становила 36 201 долар для чоловіків та 22 286 доларів для жінок. За межею бідності перебувало 17,7 % осіб, у тому числі 41,1 % дітей у віці до 18 років та 4,7 % осіб у віці 65 років та старших.
Цивільне працевлаштоване населення становило 731 осіб. Основні галузі зайнятості: освіта, охорона здоров'я та соціальна допомога — 20,7 %, роздрібна торгівля — 13,4 %, будівництво — 11,9 %, публічна адміністрація — 11,8 %.